# Carl Oberthür
Charles Oberthür (Munic (Baviera), 4 de març, 1819 - Londres (Regne Unit), 8 de novembre, 1895) va ser un arpista i compositor alemany actiu a Alemanya, Suïssa i Anglaterra.

## Biografia
Fill d'un violinista, Oberthür va néixer a Munic i allà va estudiar arpa amb Elisa Brauchle i composició amb Georg Valentin Röder (1776–1848), director musical de la cort bavaresa. Va treballar successivament als teatres de Zuric (1837), Wiesbaden (1839) i Mannheim (1842), abans d'establir-se a Londres el 1844, inicialment com a arpista a la "Royal Italian Opera House". El 1861, es va convertir en el primer professor d'arpa a la Royal Academy of Music de Londres ciutat en la que va morir.
Oberthür va ser el compositor de més de 450 obres, la majoria per o inclosa l'arpa. També va publicar un mètode d'arpa útil, el seu opus 36. Les seves obres a gran escala no s'han interpretat des de fa molts anys i inclouen l'òpera Floris de Namur (interpretada a Wiesbaden) i les cantates La reina pelegrina, el cavaller de la Creu Roja i la dama Jane Grey. Com a arpista, es va convertir en "inigualable com a virtuós i professor". Una font contemporània el va descriure com "el principal arpista de Gran Bretanya, i al continent se'l té la més alta estima."

## Composicions seleccionades
Harp sola
- Reminiscences de Suisse, Op. 3
- Souvenir de Genève, Op. 4
- Fantaisie et variations brillantes sur le Valse du désir, Op. 5
- Addio, mia vita, addio! Barcarolle, Op. 25
- Souvenir de Londres. Fantasia i variacions brillants sobre un tema original, Op. 26
- Bijou de Nabucco. Gran òpera fantàstica de Verdi, Op. 28
- Souvenir de Boulogne. Nocturn, Op. 30
- La Belle Emmeline. Impromptu, Op. 51
- Trois Mélodies religieuses, Op. 52
- The Nun's Prayer. Melodia religiosa, Op. 54
- Gems of German Songs. Dotze recreacions, Op. 61
- Le Désir, Op. 65
- Au bord de la mer. Nocturn, Op. 68
- Bel chiaro di luna. Impromptu, Op. 91
- Cradle Song (Wiegenlied), Op. 93
- Voyage en Suisse. Tres peces originals, Op. 99
- Pensées musicales. Tres peces de saló, Op. 110
- Stray Leaves. Tres esbossos, Op. 114
- Fantaisie brillante on Motives of Flotow's Opera 'Martha', presentant The Last Rose of Summer, interpretada per l'autor davant Sa Majestat la Reina Victòria, op. 116
- Six Sacred Melodies, Op. 127
- Gems of Verdi. Dotze aires operístics, Op. 149
- La Sylphide. Peça característica, Op. 150
- Seaside Rambles. Quatre esbossos musicals, Op. 158
- Le Réveil des elfes. Peça característica, Op. 181
- A Fairy Legend, Op. 182
- Erin, oh! Erin! Melodia irlandesa preferida, Op. 183
- The Harp that once through Tara's Hall. Transcripció d'un aire irlandès favorit, Op. 187
- Old English Melodies (Melodies angleses antigues), Op. 221
- Within a mile of Edinbro' Town. Caprici, Op. 285
- Conte de fées. Caprici, Op. 301 – see YouTube video of performance
- Rêverie. Impromptu, Op. 314
- Le Papillon. Caprice, Op. 317 - veure video a YouTube de a performance

Harp and orchestra
- Concertino for harp and orchestra, Op. 175 (c.1863)
- Loreley, Op. 180
- Orpheus, Op. 253 – see YouTube video of live performance

Orchestra
- Rübezahl Ouvertüre, Op. 82 (1867)
- Vorspiel zu 'Shakespeare, ein Winternachtstraum', Op. 210 (1885)

Chamber music
- Souvenir à Schwalbach, Op. 42 for horn and harp
- Mon séjour à Darmstadt, Op. 90 for horn and harp
- Trio, Op. 139 for violin, cello, harp
- Trio, Op. 162 for violin, cello, harp (1867)
- Orpheus, Op. 253 for harp and piano
- Berceuse, Op. 299 for violin and harp (1885)
- Sweet Dreams, Op. 300 for clarinet and piano

## Enregistraments (selecció)
- La Sylphide, Op. 150, performed by Catherine Eisenhoffer, on: Gallo CD-622 (1990)
- La Sylphide, Op. 150, performed by Marielle Nordmann, on: Erato 2292-45482-2 (1990)
- Le Réveil des Elfes, Op. 181; A Fairy Legend, Op. 182; Conte de Fées, Op. 301, performed by Elizabeth Jane Baldry, on: Campion Cameo 2025
- Berceuse, Op. 299 performed by Frances Mason and Jenny Broome, on: Hommage aux Demoiselles Eissler, MMC Recordings MMC 123 (2018)